# Чайковський Андрій Борисович
Андрій Борисович Чайковський (нар.1985 р.) — скрипаль, представник львівської скрипкової школи, концертмейстер Львівського національного театру опери та балету імені Соломії Крушельницької. Заслужений артист України (2021). Старший викладач на кафедрі скрипки Львівської національної музичної академії ім. М.Лисенка. 
З життєпису
У 2001 році закінчив музичну школу імені Соломії Крушельницької (клас І. І. Шутко). Продовжив навчання в ЛМНА імені М. В. Лисенка в класі професора, народної артистки України Шутко Л. О. Вдосконалював свою майстерність впродовж трьох років як соліст в аспірантурі цієї академії. Проходив оркестрові майстер-класи в м. Сувалки (Польща) під керівництвом Арво П'ярта, а також майстер-класи при Берлінській філармонії під керівництвом концертмейстерів цього оркестру.
Соліст-концертмейстер оркестру Львівського академічного національного театру опери і балету імені С. Крушельницької. На постійній основі виконує скрипкові соло в балетах: «Лебедине озеро» П. Чайковський, «Баядерка» Л. Мінкус, «Шехеразада» М. Римський-Корсаков, «Есмеральда» Ц. Пуньї, «Корсар» А. Адан, «Білосніжка та семеро гномів» Б. Павловський, «Весна священна» і «Пульчінелла» І. Стравінський, «Дон Кіхот» Л. Мінкуса, «Коппелія» Л. Деліб, «Лілея» К. Данькевич, «Симфонія танцю: світова класика і модерн». А також скрипкові соло в операх: «Богема» та «Чіо-чіо сан» Дж. Пуччіні, «Кармен» Дж. Бізе та інші.
Співзасновник і творчий керівник камерного оркестру Львівського національного театру опери і балету ім. С. Крушельницької. Оркестр має багатий репертуар, який виконує в Україні та за кордоном. У 2018 і 2019 роках спільно з  The United States Air Forces in Europe Band (США) виконував джазові композиції колективу на сцені Львівського національного театру опери і балету ім. С. Крушельницької. 9 жовтня 2019 року Андрій Чайковський був нагороджений подякою за значні досягнення, що сприяють зміцненню культур та партнерства між США та Україною, а також підтримку культурної дипломатії.
1 серпня 2016 року нагороджений грамотою від Львівської обласної ради за вагомі творчі здобутки, високу виконавську майстерність, особистий внесок у розвиток української культури та мистецтва. 24 вересня 2020 року нагороджений подякою прем'єр-міністра України за вагомий особистий внесок у забезпечення театрального мистецтва, творчу працю та високу професійну майстерність. Також у 2020 році нагороджений грамотою від Департаменту з питань культури, національностей та релігій ЛОДА.
Веде активну сольну діяльність та як концертмейстер оркестрів у філармоніях та концертних майданчиках України, Європи, США та країнами Латинської і Центральної Америки. 
Брав участь у записі новорічного концерту для телеканалу Polonia (Польща) «Думка на два серця». Виконував сольну джазову імпровізацію власного авторства в «Пісні Гелени» К. Дембського. Диригент — К. Дембський.
У 2023 році зіграв північноамериканську прем’єру  скрипкового концерту Томаса де Гартмана у супроводі оркестру Львівської національної філармонії під керівництвом диригента Теодора Кухара, яку відзначила позитивною рецензією критик газети The Boston Globe.  Цей концерт виконав на скрипці Giovanni Battista Guadagnini 1786 року, яку надав Tarisio. 
У творчому доробку запис двох CD дисків: «Музика для всіх 2» з Камерним оркестром «Віртуози Львова», диригент народний артист України С. Бурко, скрипка Андрій Чайковський, «Муки кохання» і «Циганське капріччіо» Ф. Крейслера. А також CD диск «Український квінтет» Б. Лятошинського (І.Пахота — фортепіано, А. Чайковський, Л. Футорська — скрипка, М. Карапінка — альт, В.Рекало — віолончель).
Видав навчальний посібник для музичних навчальних закладів Чайковський А.Б, Чепига М.П, Шутко Л.О, Чепига О.М «Вплив енергетики музики на емоційність музиканта, лектора, студента», Львів: Магнолія 2006, 2009 рік, 136 с.
Неодноразово брав участь у телепрограмах на телеканалі ТРК «Львів» (тепер Суспільне мовлення) і в прямому ефірі давав інтерв'ю про свою творчу діяльність.
1. ↑  Указ Президента України від 30 березня 2021 року року № 131/2021 «Про відзначення державними нагородами України з нагоди Міжнародного дня театру»